# Antoine Rivet de La Grange
Pour les articles homonymes, voir Rivet (homonymie), Lagrange et Grange (homonymie).
Dom Antoine Rivet de La Grange  (Confolens, 1683 - Le Mans, 1749) fut un bénédictin janséniste français.

## Biographie
Il est issu d'une famille niortaise, dont l'une des branches fut réformée comptant notamment dans son ascendance Guillaume Rivet, pasteur de Taillebourg, ainsi que André Rivet. Il reçoit l'habit bénédictin dans l'abbaye de Marmoutier, le 25 mai 1704 et prononce ses vœux l'année suivante.
Il est ordonné prêtre dans l'église abbatiale de Saint-Florent de Saumur en septembre 1712.
Il s'opposa à la bulle Unigenitus et fut, à cause de son attachement au jansénisme, relégué par ses supérieurs dans le monastère de Saint-Vincent du Mans, où il passa ses trente dernières années.
En plus d'avoir achevé le Nécrologe de Port-Royal des Champs (1723), Dom Rivet a laissé une Histoire littéraire de la France, dont il a exécuté les 9 premiers volumes, 1733-49, qui a été continué par Clément, et plus tard, par l'Académie des inscriptions.

## Sources
Marie-Nicolas Bouillet  et Alexis Chassang (dir.), « Antoine Rivet de La Grange » dans Dictionnaire universel d’histoire et de géographie, 1878 (lire sur Wikisource)
On trouve des correspondances adressées à Antoine Rivet conservées par la Bibliothèque nationale de France :
Département des Manuscrits, Français 19681, et : BnF, Département des Manuscrits, Français 20941, fol. 181